# Țara Moților

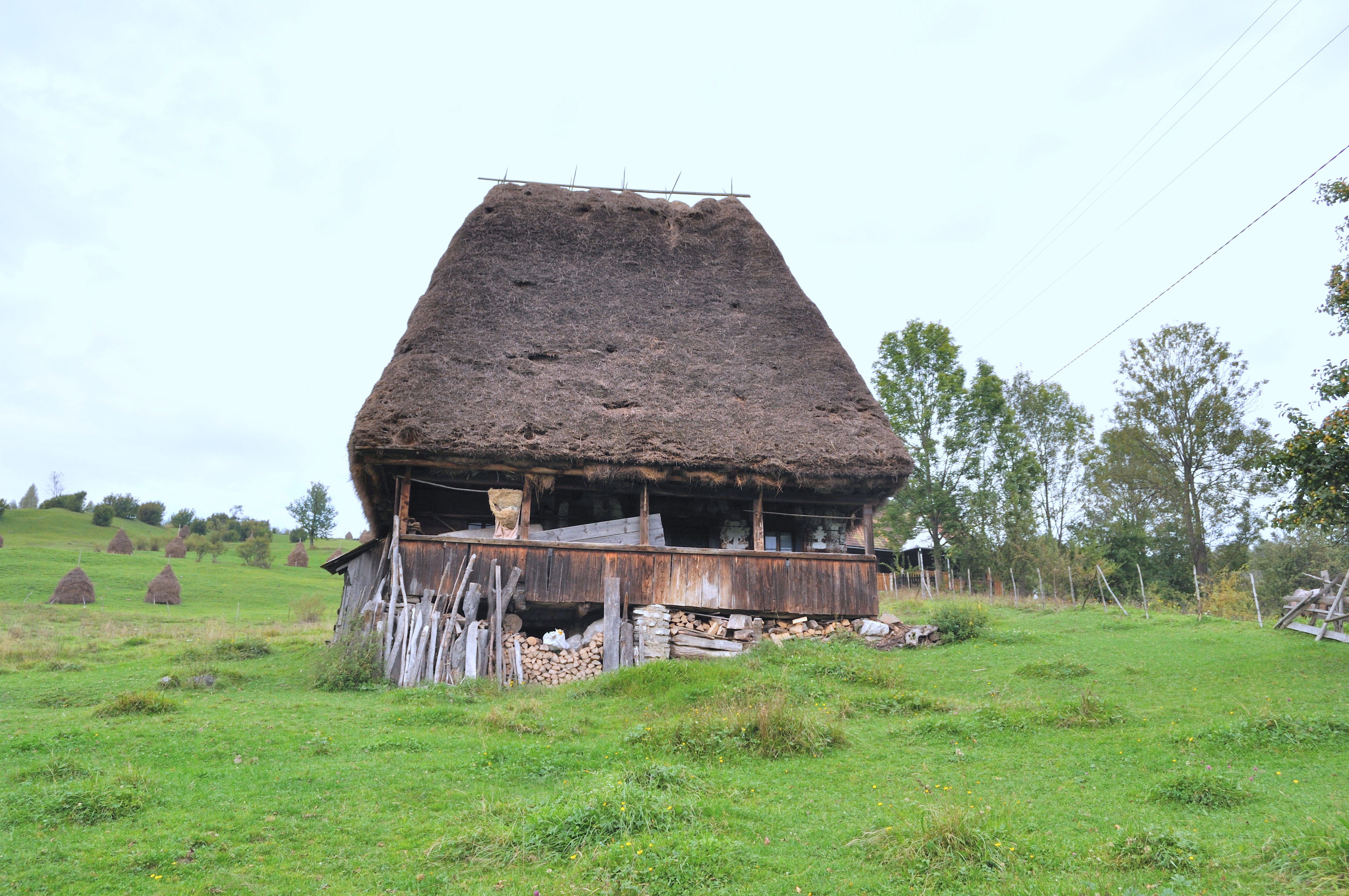
Casă veche din Bârlești

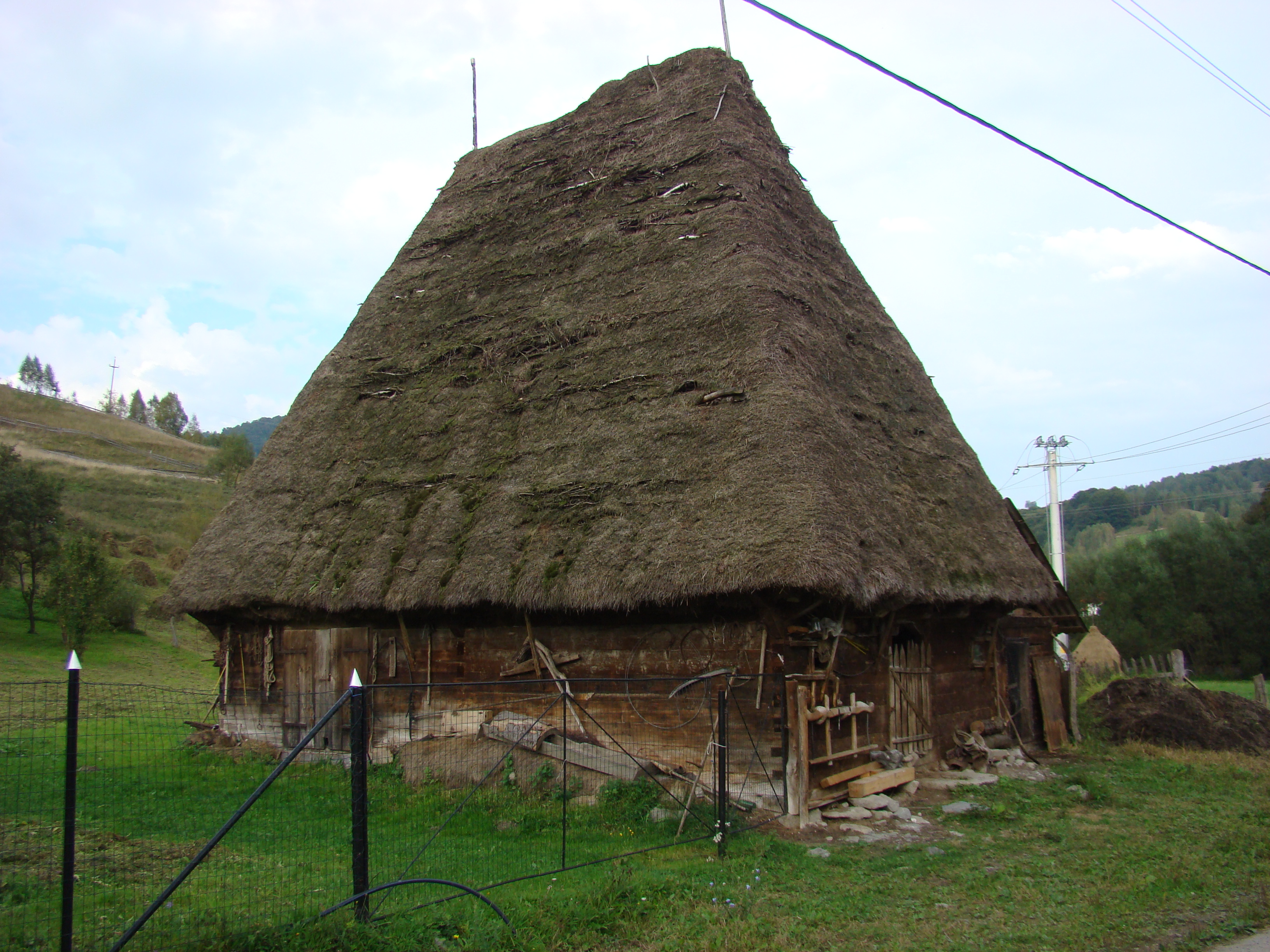
Grajd din Țara Moților

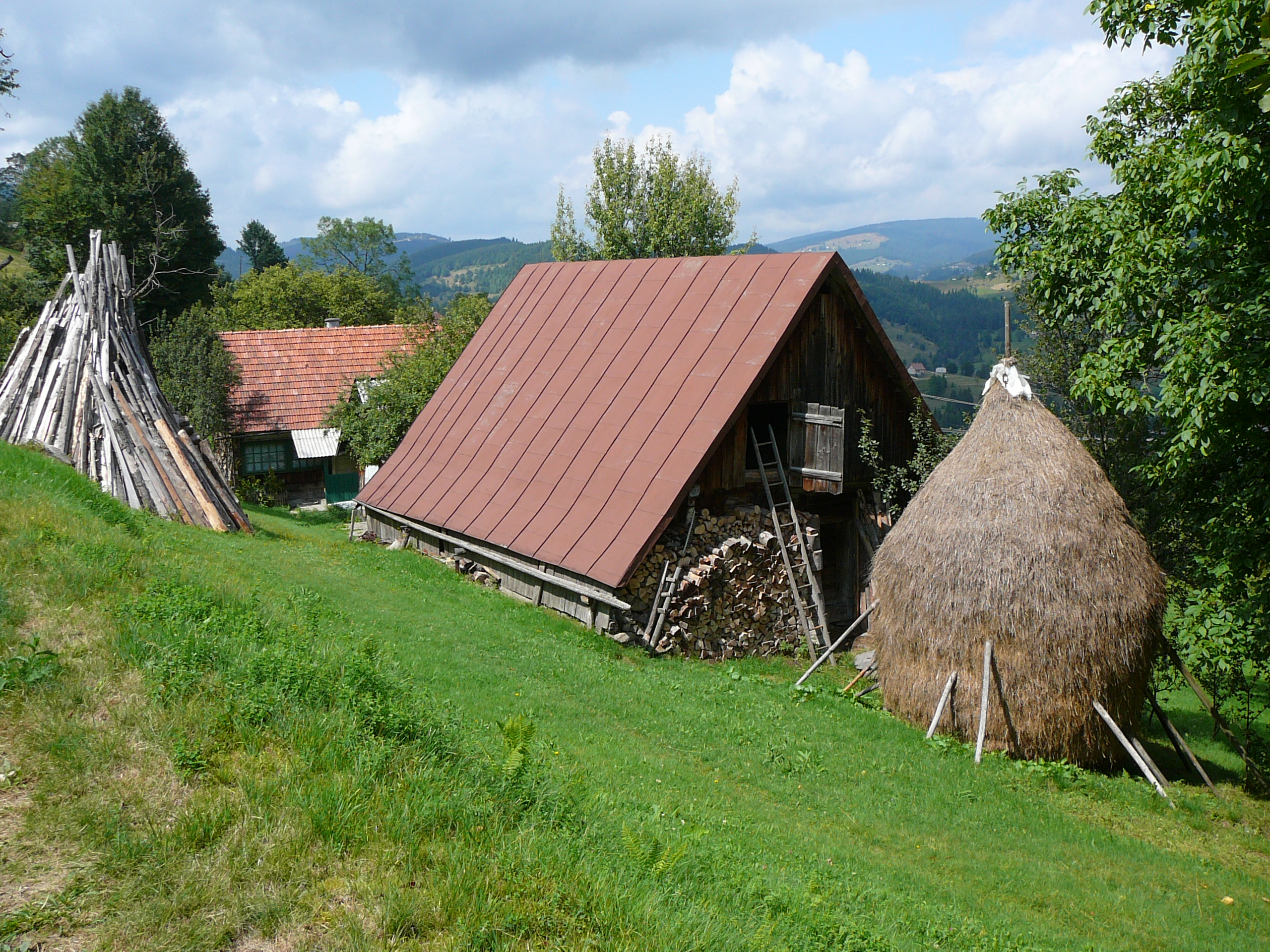
Gospodărie țărănească din regiunea Arieșeni, Țara Moților

Țara Moților, cunoscută și ca Țara de Piatră este o regiune etnogeografică din România.

## Localizare
Situată în Munții Apuseni, pe bazinul superior ale râurilor Arieș și Crișul Alb. Cuprinde porțiuni din actualele județe Alba, Arad, Bihor, Cluj și Hunedoara. O porțiune din regiune este parte a Parcului Natural Apuseni. Țara Moților începe tradițional la Bistra, înainte de Câmpeni, numit mai demult Topani de către moți sau Topfesdorf de către austrieci, considerată tradițional capitala moților, iar satele de pe râul Arieș, spre Turda (Lupșa, Sălciua etc.) sunt locuite de mocani.

## Etimologie și istorie
„Țară” este un termen care, precum în Țara Bârsei, Țara Oașului, Țara Făgărașului, Țara Hațegului, Țara Zarandului sau în Maramureș nu implică neapărat vreun statut politic, social, sau administrativ. În trecut a existat însă o regiune administrativă cu numele de Arieș. „Țară” provine din latina „terra" și se referă la o depresiune cultivabilă, mai mult sau mai puțin izolată între Munții Carpați. „Moți” poate fi o deformare a cuvintelor „munți” (romanic) sau „moji” (slav, care înseamnă « bărbați »; a dat și cuvântul „moși”), dar nu există probe documentare și prin urmare, numeroase teorii au fost propuse. Moții mai sunt cunoscuți și sub numele de topani (în germană Die Topfer însemnând « olarii »). 
Din cauza culorii blonde a părului și ochilor albaștri, elemente mult mai frecvente aici decât altundeva în rândul românilor, moții au fost considerați fie descendenți ai celților, fie ai slavilor, ai alanilor, sau ai triburilor germanice (Goți, Gepizi, etc). Protocroniștii îi socotesc descendenții direcți ai dacilor. Niciuna din aceste presupuneri nu poate fi probată documentar sau genetic.
Regiunea are o istorie veche a rezistenței și luptei pentru drepturi politice, economice și sociale, iar mișcări ca răscoala lui Horea, Cloșca și Crișan (1784-1785) și partea română a Revoluției transilvănene de la 1848 și-au avut originile în zonă.
Moții trăiesc în sate împrăștiate la altitudini de peste 1.400 m, mai înalte decât orice alte așezări permanente din România, și au o îndelungă tradiție de expatriere economică, atât în țară cât și peste hotare.

## Economie

### Industria
Prelucrarea lemnului și mineritul sunt ocupațiile de bază din Țara Moților, iar pădurile de stejar, fag și pin furnizează materialul necesar pentru faimoasele butoaie, mobilierul și alte obiecte artizanale realizate în regiune. 

### Agricultura
Se practică creșterea animalelor, în special a vacilor și oilor. Sunt cultivați în cantități mici cartofii și orzul.

## Turismul
Zona este binecunoscută pentru tradițiile sale folclorice, peisajele deosebite și relieful carstic care a produs peste 800 de peșteri în zonă, ca Peștera Scărișoara, Peștera Focul Viu (ambele cu ghețari interiori) și Peștera Urșilor. Agroturismul și ecoturismul sunt de asemenea practicate cu succes. 

### Obiective turistice
- Arieșeni
- Avram Iancu, Alba
- Cascada Pătrăhăițești
- Cascada Pișoaia
- Cascada Vîrciorog
- Casa Memorială Avram Iancu
- Casa Memorială Horea
- Cheile Ampoiței
- Cheile Gălzii
- Cheile Ordăncușii
- Cheile Mîndruțului
- Cheile Turzii
- Cheile Vălișoarei
- Dealul cu Melci
- Peștera Căput
- Peștera Cetățile Ponorului
- Peștera Coiba Mare
- Peștera Focul Viu
- Peștera Poarta lui Ionele
- Peștera Scărișoara
- Peștera Urșilor
- Peștera Vîrtop
- Serbările Zăpezii Arieșeni
- Târgul de fete de pe Muntele Găina
- Vidra

## Galerie de imagini

Țara Moților